# Marcelo Membrillo Martillo (serie de televisión)
Marcelo Membrillo Martillo (Marcelo Marmelo Martelo en portugués) es una serie de televisión brasileña producida Paramount+ en colaboración con la productora Coiote. Es una adaptación del libro clásico homónimo (Marcelo Marmelo Martelo) escrito por Ruth Rocha y publicado en 1976. La serie está protagonizada por Enzo Rosetti, David Martín, Rihanna Barbosa y Lara Capuzzo. La serie estrenó a través de Paramount+ y Nickelodeon Brasil el 8 de julio de 2023, estrenando simultáneamente en Nickelodeon Latinoamérica.

## Trama
La serie cuenta las aventuras de un niño diferente, que tiene su propia forma de expresarse, pensar y vestir. Su personalidad y su creatividad lo ayudan a conquistar a sus tres mejores amigos del barrio Caramelo: Catapimba, el futbolista más veloz; Teresinha, una chica muy organizada; y Gabriela, que es súper inteligente y tiene la patada más poderosa del barrio. Marcelo, junto a sus amigos, transformará el mundo en cada episodio. 

## Personajes

### Personajes principales
- Enzo Rosetti como Marcelo.
- David Martins como Catapimba.
- Rihanna Barbosa como Teresinha.
- Lara Capuzzo como Gabriela.

### Personajes secundarios
- Oscar Filho como João Cancelo.
- Priscila Sol como Laura Marmelo.
- Clarinha Jordão como Aninha Marmelo.
- Antoniela Canto como Carminha Tavares.
- Theo Werneck como Seu Manoel.
- Marcia Manfredini como Tía Zuzu.
- Billy Saga como Luiz Claudio.
- Karin Hils como Cristina.
- Alexandre Ogata como Pipoqueiro Nicolau.

## Producción
El 8 de octubre de 2020, ViacomCBS International Studios anunció la compra de los derechos audiovisuales de Marcelo Marmelo Martelo, la colección de libros más exitosa de la escritora brasileña Ruth Rocha para la producción internacional de una serie con contenido infantil juvenil, en colaboración con Coiote Producciones Cinematográficas. El rodaje de la serie se llevó a cabo en São Paulo entre los días 7 de marzo y 22 de septiembre de 2022.
El 20 de junio de 2023 se anunció que la serie estrenaría el 8 de julio simultáneamente en Latinoamérica y Brasil mediante Nickelodeon y Paramount+, este último estrenando todos los episodios juntos el 8 de julio de 2023.

## Episodios
| N.º | Título                                                  | Estreno original         | Estreno en Latinoamérica | Estreno en España       | Cod. de Prod. |
| --- | ------------------------------------------------------- | ------------------------ | ------------------------ | ----------------------- | ------------- |
| 1   | «Marcelo Membrillo Martillo» «Marcelo Marmelo Martelo»  | 8 de julio de 2023       | 8 de julio de 2023       | 1 de diciembre de 2023  | 101           |
| 2   | «Desfunción» «Desfuncionice»                            | 15 de julio de 2023      | 15 de julio de 2023      | 4 de diciembre de 2023  | 102           |
| 3   | «Cumplemedioaño de Catapimba» «Meiossário do Catapimba» | 22 de julio de 2023      | 22 de julio de 2023      | 5 de diciembre de 2023  | 103           |
| 4   | «Mismidad» «Eumesmice»                                  | 29 de julio de 2023      | 29 de julio de 2023      | 6 de diciembre de 2023  | 104           |
| 5   | «Moitará» «Moitarar»                                    | 5 de agosto de 2023      | 5 de agosto de 2023      | 7 de diciembre de 2023  | 105           |
| 6   | «Desinternetizado» «Desinternetizar»                    | 12 de agosto de 2023     | 12 de agosto de 2023     | 8 de diciembre de 2023  | 106           |
| 7   | «Amigilia» «Amiguília»                                  | 19 de agosto de 2023     | 19 de agosto de 2023     | 11 de diciembre de 2023 | 107           |
| 8   | «Jugolate infinito» «Sucolate infinito»                 | 26 de agosto de 2023     | 26 de agosto de 2023     | 12 de diciembre de 2023 | 108           |
| 9   | «Cincatlón de Caramelo» «Cincatlo do Caramelo»          | 2 de septiembre de 2023  | 2 de septiembre de 2023  | 13 de diciembre de 2023 | 109           |
| 10  | «Desmalasuerte» «Desazarar»                             | 9 de septiembre de 2023  | 9 de septiembre de 2023  | 14 de diciembre de 2023 | 110           |
| 11  | «Antitragedicia» «Antitragedário»                       | 16 de septiembre de 2023 | 16 de septiembre de 2023 | 15 de diciembre de 2023 | 111           |
| 12  | «Niñante de Caramelo» «Criancante do Caramelo»          | 23 de septiembre de 2023 | 23 de septiembre de 2023 | 18 de diciembre de 2023 | 112           |
| 13  | «Nochia en la viviendera» «Noitia na Moradeira»         | 30 de septiembre de 2023 | 30 de septiembre de 2023 | 19 de diciembre de 2023 | 113           |